# Hervenogi Unzola
Hervenogi Unzola (* 3. Mai 1992 in Erlangen) ist ein deutscher Fußballspieler, der in der Abwehr vorrangig als linker Außenverteidiger eingesetzt wird. 

## Karriere

### Vereine
Unzola begann seine Karriere im Alter von sechs Jahren in der Jugend der Spvg Wesseling-Urfeld. Im Sommer 2006 wechselte er in Jugendabteilung des Bundesligisten Bayer 04 Leverkusen. Von 2007 bis 2009 bestritt Unzola siebzehn Spiele für die B-Jugend von Bayer 04 in der U-17-Bundesliga. Im Sommer 2009 wechselte er zur A-Jugend von Viktoria Köln, die in die A-Junioren-Bundesliga aufgestiegen war. In der Hinrunde der Saison 2009/10 bestritt er dreizehn Spiele und erzielte zwei Tore. Anfang 2010 wechselte er dann zur A-Jugend von Borussia Dortmund. Bis zum Sommer 2011 absolvierte Unzola 36 Spiele in der U-19-Bundesliga und erzielte drei Tore. Schon in der Winterpause der Saison 2010/11 absolvierte er ein Trainingslager mit der zweiten Mannschaft des BVB in der Türkei. Am 28. Mai 2011, dem letzten Spieltag der Regionalliga-Saison 2010/11, kam Unzola im Auswärtsspiel gegen Borussia Mönchengladbach II (1:2) zu seinem ersten Einsatz für die Zweite Mannschaft, als er in der 61. Minute für Onur Çenik eingewechselt wurde. Ab der Saison 2011/12 gehörte er dann offiziell zum Kader der zweiten Mannschaft, konnte sich jedoch keinen Stammplatz erkämpfen. Im Sommer 2012 stieg er mit der Mannschaft in die 3. Liga auf. Am 20. Oktober 2012, dem 14. Spieltag der Saison 2012/13, kam er dann zu seinem Debüt im Profifußball, als er im Auswärtsspiel gegen SV Darmstadt 98 (2:1) in der 72. Minute für Admir Terzić eingewechselt wurde. Nach nur zwei Kurzeinsätzen in der 3. Liga wurde er Anfang Januar 2013 vom Trainer David Wagner aus dem Kader gestrichen und durfte sich einen neuen Verein suchen. Mitte Januar 2013 gab Borussia Dortmund jedoch bekannt, dass Unzola bis zur Sommerpause 2013 weiterhin für die zweite Mannschaft aktiv sein wird. Grund für die Meinungsänderung war der Abgang von Chris Löwe aus der ersten Mannschaft zum 1. FC Kaiserslautern, wodurch der Stammverteidiger der zweiten Mannschaft Marcel Halstenberg zu den Profis aufrückte und die zweite Mannschaft eine Alternative für die Position des Linksverteidiger suchte. Diese fand man in Unzola.
Nach Vertragsablauf wechselte Hervenogi Unzola zur Saison 13/14 von Borussia Dortmund zu den Sportfreunden Lotte. Allerdings konnte er sich dort in den ersten sechs Monaten nicht durchsetzen. In der Winterpause, und mit Ankunft des neuen Trainers Michael Boris, sah er eine neue Chance und eroberte sich in den Testspielen einen Stammplatz. Kurz vor Beginn der Rückserie verletzte sich Unzola schwer am Syndesmoseband, welche seine Saison fast beendete. Im letzten Saisonspiel wurde Unzola in der 53 Minute eingewechselt und wurde verabschiedet. Zur Saison 2014/15 wechselte Unzola zum Regionalligisten SC Verl, für die er in drei Spielzeiten 78 Spiele bestritt. Im Sommer 2017 unterschrieb er einen Einjahresvertrag beim Ligakonkurrenten Rot-Weiss Essen.
Im Sommer 2018 wechselte Unzola zur SG Wattenscheid 09. Seit dem Sommer 2019 ist er vertragslos.

### Nationalmannschaft
Unzola spielte vom Dezember 2009 bis zum April 2010 für die deutsche U-18-Nationalmannschaft. Er absolvierte sieben Länderspiele.